# 호리 고스케
호리 고스케(일본어: 保利耕輔, 1934년 9월 23일 ~ )는 일본의 정치인으로, 자유민주당 소속의 중의원 의원이다. 문부대신, 자치대신, 국가공안위원회 위원장을 지냈다.
아버지 호리 시게루는 중의원 의장, 사토 내각의 관방장관, 자유민주당 간사장을 지냈다.

## 이력
도쿄도에서 태어나, 1958년 게이오기주쿠 대학 법학부 정치학과를 졸업하고, 니혼 세이코 (日本精工, NSK Ltd.) 에 들어갔다. 1974년 프랑스의 현지 법인인 NSK 프랑스 SA사장이 되었으며, 1979년 중의원 의원 총선거에서 사가현 전체 구에서 자유민주당 공인으로 출마해 당선되었다.
1982년, 중의원 의사진행계 (議事進行係) 가 되었으며, 1990년 제2차 가이후 도시키 내각의 문부대신으로 첫 입각하였다. 1999년 오부치 게이조 제2차 개조 내각의 자치대신 겸 국가공안위원장이 되었으며, 2000년 출범한 제1차 모리 요시로 내각에서도 유임하였다.
2005년 제44회 중의원 중의원 총선거에선, 우정 민영화 법안 (郵政民営化法案) 중의원 본회의 채결 (採決)에서 반대표를 던진 여파로 자민당의 공인을 얻지 못하고 무소속으로 출마하였고, 자민당 공인 후보를 누르고 중의원 의원에 당선되었다.
2006년 자유민주당에 복귀하였으며, 그 후 중의원 교육 재생에 관한 특별위원장에 선출되었다. 2008년 후쿠다 야스오 내각의 개조에 따라 정무 조사회장이 되었고, 2009년 제45회 중의원 의원 총선거에서 자유민주당 소속으로 출마해 당선되었다. 2010년 현재에는 당헌법개정 추진 본부장으로 있다.

## 같이 보기
- 일본의 우정민영화